# Vengeons
Vengeons é uma comuna francesa na região administrativa da Normandia, no departamento Mancha. Estende-se por uma área de 15,77 km². Em 2010 a comuna tinha 481 habitantes (densidade: 30,5 hab./km²).